# Andrew Nabbout
Andrew Nabbout (sinh ngày 17 tháng 12 năm 1992) là một cầu thủ bóng đá chuyên nghiệp người Úc hiện đang chơi cho câu lạc bộ Melbourne City và Đội tuyển bóng đá quốc gia Úc ở vị trí tiền đạo.

## Đội tuyển bóng đá quốc gia Úc
Andrew Nabbout thi đấu cho đội tuyển bóng đá quốc gia Úc từ năm 2018.

## Thống kê sự nghiệp
| Đội tuyển bóng đá Úc | Đội tuyển bóng đá Úc | Đội tuyển bóng đá Úc |
| Năm                  | Trận                 | Bàn                  |
| -------------------- | -------------------- | -------------------- |
| 2018                 | 8                    | 2                    |
| 2019                 | 1                    | 0                    |
| Tổng cộng            | 9                    | 2                    |

## Danh hiệu

### Câu lạc bộ
Melbourne Victory
- A-League: 2014–15

Urawa Red Diamonds
- Cúp Hoàng đế Nhật Bản: 2018

### Cá nhân
- A-League Bàn thắng đẹp nhất mùa giải: 2017–18
- PFA A-League Đội hình tiêu biểu: 2017–18